# Klaus Bremer

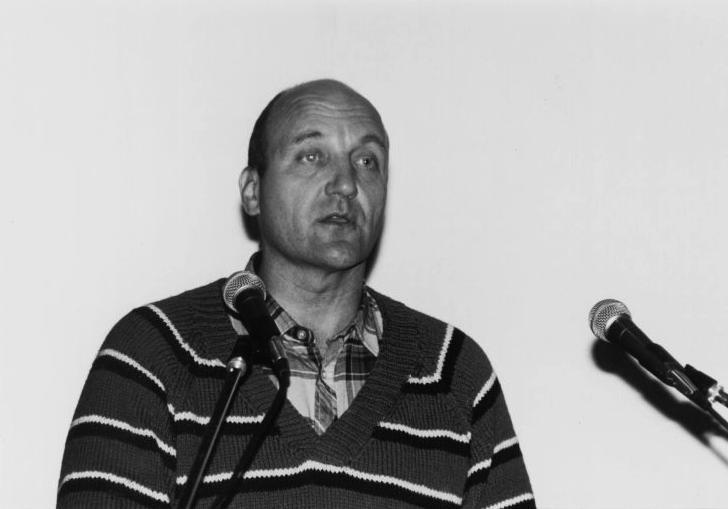
Klaus Bremer.

Klaus Ilmari Bremer, född 3 november 1938 i Helsingfors, är en finländsk företagare och politiker.
Bremer, som blev diplomekonom 1961, har blivit känd som trafikkommentator i den Helsingforsbaserade radiostationen Radio City. Han invaldes 1993 i stadsfullmäktige i Helsingfors och satt 1995–2003 i Finlands riksdag, där han var obunden medlem av Svenska folkpartiets riksdagsgrupp. Han har profilerat sig som en stridbar politiker med bland annat trafik- och försvarsfrågor som intressen. Han har därtill framträtt som ett språkrör för huvudstadsregionen i den regionalpolitiska debatten.